# Aiquile
Aiquile – miasto w Boliwii, w departamencie Cochabamba, w prowincji Narciso Campero.